# Срицање слова српског језика
Срицање слова српског језика или бекавица је пракса читања слова српске азбуке по својим именима, углавном у скраћеницама.

## Историја
Вук Караџић је предложио одбацивање срицања и усвајања изговарања слова као гласова кад је написао Први српски буквар по повратку из Лајпцига 1826 године. Промена је направљена како би се обичним људима олакшало читање - са учења слова се одмах могло прећи на читање.

## Изговори слова
| Слово | Изговор  |
| ----- | -------- |
| А     | А        |
| Б     | Бе       |
| В     | Ве       |
| Г     | Ге       |
| Д     | Де       |
| Ђ     | Ђе       |
| Е     | Е        |
| Ж     | Же       |
| З     | Зе       |
| И     | И        |
| Ј     | Је       |
| К     | Ка       |
| Л     | Ел       |
| Љ     | Ље       |
| М     | Ем       |
| Н     | Ен       |
| Њ     | Ње       |
| О     | О        |
| П     | Пе       |
| Р     | Ер       |
| С     | Ес       |
| Т     | Те       |
| Ћ     | Ће       |
| У     | У        |
| Ф     | Еф       |
| Х     | Ха       |
| Ц     | Це       |
| Ч     | Че       |
| Џ     | Џе или Џ |
| Ш     | Ша или Ш |